# Вербена
Вербена је род у породици Verbenaceae. Онa садржи око 250 врста годишњих и вишегодишњих зељастих или полу-дрвених цветница. Већина врста су пореклом из Јужне Америке и Азије.

## Опис
Листови су обично наспрамно распоређени, једноставни, и код многих врста длакави, често врло густо. Цвасти су бројне, а цветови ситни и имају 5 латица. Најчешће су неке нијансе плаве, али могу бити бели, розе или љубичасти, посебно код култивара.
Род се може поделити на диплоидне из северноамеричког и полиплоидне из јужноамеричког рода, оба са седам хромозома. Европске врсте потичу од северноамеричких. Изгледа да вербена, као и сродна мок вербена (Glandularia) потичу од скупине врста произвољно сврстаних у род Junellia; оба рода су до 1990-их најчешће сврставана у породицу Verbenaceae. Интергенерички хлоропластни пренос гена помоћу неодређеног механизам – иако, вероватно, не хибридизације – десио се најмање два пута од вербене до Glandularia, између предака савремених јужноамеричких родова и скорије, између V. orcuttiana или V. hastata и G. bipinnatifida. Поред тога, неколико врста вербена је природног хибридног порекла; позната баштенска вербена има потпуно мутно порекло. Однос ових тесно повезаних група је зато тешко решити стандардним методама рачунарске филогенетике.

## Гајење
Неке врсте, хибрида и сорти вербена се користе као украсне биљке. Оне су отпорне на сушу, издржавају целодневно и делимично излагање сунцу и одговара им добро исушено просечно земљиште. Биљке се обично гаје из семена. 
Они су цењени у лептирском баштованству у погодној клими, привлачећи Lepidoptera, као што су колибри, чоколадни албатрос или плави ласторепац, посебно V. officinalis која се гаји и као медоносна биљка.

## Друге сврхе
Вербена је дуго коришћена у биљној медицини и народној медицини, обично као биљни чај. Енглески лекар Николас Калпепер у свом делу „The English Physitian” из 1652. пише о примени у народној медицини. Између осталог, може да делује као галактогог (доприноси лактацији) и могуће да је аналогна полним стероидима. Такође се понекад користила за абортус. Вербена је наведена као једна од 38 биљака које се користе за припрему Цветне есенције врста алтернативне медицине промовисане због својих утицаја на здравље. Међутим, према подацима истраживање рака у великој Британији, „нема научних доказа да цветне есенције могу да контролишу, излече или спрече било који тип болести, укључујући и рак”.
Етарска уља различитих врста, углавном обичне вербене се продаје као „шпанско уље вербене”. Сматрана инфериорном у односу на уље лимунске вербене у парфимерији, од комерцијалног је значаја за биљну медицину и чини се да је перспективан извор лекова. Verveine, чувени зелена течност из региона Ле Пиј ан Веле (Француска) је обогаћена укусом ових вербена.

## У култури
Вербена је већ давно повезана са божанским и другим натприродним сила. Називана је „сузе Изиде” у древном Египту, а касније су је звали и „Херине сузе”. У Античкој Грчкој је била је посвећена Еосу. У почетку хришћанске ере, народна легенда говори да је V. officinalis коришћена да ублажи Христове ране после скидања са крста. Као последица тога названа је „света трава” или (на пример, у Велсу) „ђаволски отров”.
У викторијанском језику цвећа вербена је имала двоструко значење шарма и сензуалности.

## Галерија
- (V. bracteata)
- Verbena rigida
- Verbena speciosa
- (V. stricta)
- Лимунска вербена, Aloysia citrodora (раније у Lippia), близак рођак праве Вербене